# Leváre
Leváre (em húngaro: Lévárt) é um município da Eslováquia, situado no distrito de Revúca, na região de Banská Bystrica. Tem 7,46 km² de área e sua população em 2018 foi estimada em 87 habitantes.

## Demografia
| Ano:        | 1994 | 2004   | 2014   | 2024    |
| ----------- | ---- | ------ | ------ | ------- |
| Broj ljudi: | 101  | 102    | 94     | 77      |
| Razlika:    |      | +0,99% | -7,84% | -18,08% |

| Ano:               | 2023 | 2024   |
| ------------------ | ---- | ------ |
| Número de pessoas: | 81   | 77     |
| Diferença:         |      | -4,93% |